# ドラえもんのひみつ道具 (1979年のテレビアニメ く-こ)
「ドラえもんのひみつ道具 (1979年のテレビアニメ く-こ)」では、藤子・F・不二雄原作のテレビアニメ『ドラえもん』（第2作第1期）に登場するひみつ道具のうち、名称の読みが「く」で始まるものから「こ」で始まるものまでを列挙する。

## 空間切り取りバサミ
空間切り取りバサミ（くうかんきりとりバサミ）は、「海を切りとろう」（2003年7月25日放送、映像ソフト未収録）に登場する。
大きなハサミを模した道具。切りとりナイフを使うように、空間の任意の一部を切り取ると、切り取った空間がコピー（複製）される。コピー空間の移動、およびコピーの取り消しには#コピー空間取り込みバケツを使用する。
コピー元の空間では、ハサミを入れた区域に立ち入ると、コピーした空間の貼り付け先に出てしまう。そしてコピーした空間の貼り付け先から出ようとすると、再びコピー元の空間へ出ることになる。貼り付け先の空間において、専用の手袋とタケコプターを付けた者が、コピー空間にいる者を空から拾い上げるとコピー空間から貼り付け先の空間へと抜け出させることができる。

## 空気スーツ
空気スーツ（くうきスーツ）は、「ミニドラはカゼの素」（2003年12月12日放送、映像ソフト未収録）に登場する。
水色の全身タイツのような道具。これを着用し、額にある装置で温度を設定すると、スーツが無色透明になり、設定どおりの体温になる。

## 空中ガーデン
空中ガーデン（くうちゅうガーデン）は、「空中ガーデン」（1998年7月17日放送、映像ソフト未収録）に登場する。
レンガ片のような形の道具。ボタンを押すと宙に浮いて膨張し、広い土壌になる。この土には栄養分が豊富に含まれているため、植物の種を植えて「栄養たっぷり入った水」を与えると、植物が瞬時に成長して花をさかせたり、果物を実らせたりする。「栄養たっぷり入った水」以外の水が土にかかると、土はすぐに水に溶けてしまう。ゆえに雨が降りそうなときは、雲とりバケツで雨雲を吸引するなどの手を打つ必要がある。

## グッドタイムマシン
グッドタイムマシンは、「グッドタイムマシン」（1993年5月7日放送、映像ソフト未収録）に登場する。
自分の数日分の幸運を集める機械。この機械を使用するときにものすごい光が発生し、ドラえもんも「自分の道具だけどすごい迫力だ」と述べている。

## 雲遊びセット
雲遊びセット（くもあそびセット）は、「雲つりざお」（2003年9月5日放送、映像ソフト未収録）に登場する。
固形化した雲に対して使用する道具がいろいろと入っている箱。「雲切りナイフ」以外の名称は作中では登場しない。
雲切りナイフ
固形化した雲を切ることのできるナイフ。みじん切りにすると雲は霧散する。
スクリュー
雲進めプロペラと同様の道具。
シャワーの放水口
これを取り付けると、放水口から雨を降らせることができる。
櫂
雲をボートのようにこぐための道具。
ジェット機の翼
尾翼のようなもので、雲の左右につけると高速で飛行することができる。
巨大な蛇口
積乱雲に取り付けて蛇口をひねると豪雨が出て、雲は次第に縮小する。

## 雲つりざお
雲つりざお（くもつりざお）は、「雲つりざお」（2003年9月5日放送、映像ソフト未収録）に登場する。
糸の先に吸盤が付いた釣竿。吸盤が雲にくっつくと、雲を固形化する成分を吸盤が出すため、雲に乗ることができるようになる

## 苦楽メーター
苦楽メーター（くらくメーター）は、「苦楽メーター」（1991年11月22日放送、映像ソフト未収録）に登場する。
ウエストポーチ状の道具で、身につけていいことやいやなこと（苦しいこと）を体験すると、それがメーターに記録される。そして、いやなことや苦しいことを体験した数だけいいことが、いいことを体験した数だけいやなことや苦しいことが起こる。

## グルメグラス
グルメグラスは、「グルメグラス」（1994年7月8日放送、映像ソフト未収録）に登場する。
メガネを象った道具。このメガネをかけると、食べ物や飲み物が自分の好物に見え、味や香りも変わる。

## グルメシート アウトドア用
グルメシート アウトドア用（グルメシート アウトドアよう）は、「ジュラ期でドラミが大ピンチ」（1998年4月3日放送、DVD『ドラえもんコレクションスペシャル特大号 春の4』に収録）に登場する。
ドラミが出した道具。グルメテーブルかけによく似ている。基本的に量が大めであるため、カツ丼の大盛りを注文すると、1メートルほどのご飯の柱が出てくる。

## ぐるめフォークセット
ぐるめフォークセットは、「ぐるめフォークセット」（1996年9月6日放送、映像ソフト未収録）に登場する。
5本のフォークが入った容器。このフォークで料理を食べるとフォークの柄の色によって味が変わる。赤がステーキ味、緑がメロン味、黄色がエビフライ味、ピンクがリンゴ味、茶色がチョコレート味になっている。

## くろうみそアメ
くろうみそアメは、「くろうみそアメ」（1992年11月13日放送、映像ソフト未収録）に登場する。
味噌味の飴玉。これをなめると、くろうみそをなめたときと同様に、自分が何かをやろうとするとさまざまな偶然が重なってひどく苦労してしまう。

## 携帯用キャンピングカプセル
携帯用キャンピングカプセル（けいたいようキャンピングカプセル）は、「ジュラ期でドラミが大ピンチ」（1998年4月3日放送、DVD『ドラえもんコレクションスペシャル特大号 春の4』に収録）に登場する。
ドラミが出した道具。 キャンピングカプセルに酷似した外観で、中には個室が4部屋ある。

## ケータイ家族スタンプ
ケータイ家族スタンプ（ケータイかぞくスタンプ）は、「ケータイ家族」（2003年8月15日放送、映像ソフト未収録）に登場する。
印鑑を模した道具。顔の形のスタンプを押すことができる。これを親指（お父さん指）の腹に押すと、それが自分の父親のようにしゃべる。人差し指（お母さん指）は母親、中指（お兄さん指）は兄か弟、薬指（お姉さん指）は姉か妹、小指（赤ちゃん指）は自分と同じ人格を持つ。
スタンプを押した指は好き勝手にしゃべるわけではなく、作中では、話しかれられたときに返答する例をしばしば見ることができる。

## 景色変換機
景色変換機（けしきへんかんき）は、「ほんものカンヅメ」（2000年6月2日放送、映像ソフト未収録）に登場する。
実景プラネタリウムと同様のことができる道具。

## 決心ハチマキ
決心ハチマキ（けっしんハチマキ）は、「決心ハチマキ」（2004年5月7日放送、映像ソフト未収録）に登場する。
白いハチマキ。これを額に締めて任意の決心をすると、ねじりハチマキに変化して、決心を貫き通す手助けをしてくれる。決心が揺らぐとハチマキが頭を締め付ける。目的を達成するまで決して外れない。

## 元気ハツラツパック
元気ハツラツパック（げんきハツラツパック）は、「元気ハツラツパック」（1997年5月23日放送、映像ソフト未収録）に登場する。

## 豪華日帰りバスツアー
豪華日帰りバスツアー（ごうかひがえりバスツアー）は、「ツアーロボット」（2003年10月4日放送、レンタル専用VHS『ドラえもん テレビ版スペシャル特大号 冬の6』に収録）に登場する。
ツアーロボットが出した道具。電車ごっこをするように使用する、マイクロバスを象った四角い枠。似た道具に電車ごっこロープがあるが、それよりも新しい道具だという。名前とは裏腹に豪華ではない。これを使用すると、バスのように速く移動することができる。速度を上げれば水上を走ることもできる。

## 効果もり上げチール
効果もり上げチール（こうかもりあげチール）は、「効果もり上げチール」（1993年3月19日放送、映像ソフト未収録）に登場する。

## こうもりキャップ
声 - 長沢直美
こうもりキャップは、「こうもりキャップ」（2000年1月21日放送、映像ソフト未収録）に登場する。
コウモリの絵が描かれた帽子。この帽子をかぶっていると、二者択一の状況になった時に、よりよい結果になる方を教えてくれる。ただし2つの約束の時間が重なるなどの予想外の展開になった時は対応できず、投げ出してしまう。バッテリー切れになるとコウモリは羽を閉じて眠ってしまう。
帽子に描かれているコウモリは関西弁で話し、その声は帽子をかぶっている者にしか聞こえない。

## 公約コーヤク
公約コーヤク（こうやくコーヤク）は、「公約コーヤク」（2003年11月14日放送、映像ソフト未収録）に登場する。
桃色の膏薬。これ1枚を体に貼り、成し遂げたいことを宣言すると、体がそれを強制させるようになる。目的を達成すると自然にはがれ落ちて消滅する。成し遂げるまでは決して剥がれないが、強制的に体を動かす性質である程度の困難なら自動的に乗り越えさせてくれる。しかしそれも限度があり、あまりに無茶な宣言をすると大変な目に遭い、作中ではこれを大量に張り付けたジャイアンが「最強の男になる」と宣言し、そうなるには動物園でライオンと戦う羽目になった。元々は政治家に公約を守らせる為の道具。

## 声だけタイムマシン
声だけタイムマシン（こえだけタイムマシン）は、「声だけタイムマシン」（1997年11月21日放送、映像ソフト未収録）に登場する。
マイクに入力した声を、任意の時と場所で再生させることのできる道具。

## ゴージャスライト
ゴージャスライトは、「ゴージャスライト」（2005年2月4日放送、映像ソフト未収録）に登場する。
懐中電灯を模した、デラックスライトのような道具。これで照らされたものは、なんでもゴーシャスになる。ゴージャスにするレベルはダイヤルで調節することができる。

## コースモニター
コースモニターは、「人間モトクロス」（1996年6月7日放送、映像ソフト未収録）に登場する。
モニターテレビと椅子のセット。モトクロスレースのコースを設定したり、レースの様子をモニターテレビで見ることができる。

## ゴキゲンドリ
声 - 水田わさび（「水田わたし」と誤表記）
ゴキゲンドリは、「ドラミのハッピーハウス」（2002年6月7日放送、映像ソフト未収録）に登場する。
任意の者をおだててご機嫌取りをする鳥。効果は薄い。

## こころがわりブローチ
こころがわりブローチは、「こころがわりブローチ」（1994年2月11日放送、映像ソフト未収録）に登場する。
アジサイの花を象ったブローチ。これを胸につけてブローチを押すと香水がガスとなって出る。アジサイの花言葉は「心変わり」であり、この香りをかいだ者は心変わりしてしまう。数十分経つと効果が消える。

## こころそんざいかん
こころそんざいかんは、「走れのび太! ロボット裁判所」（2000年3月24日放送、DVD『ドラえもん コレクション・スペシャル 秋の5』に収録）に登場する。
そんざいかんに似た道具。缶のふたを開けると、任意の者の心を立体映像として出現させることができる。立体映像は本物と同じように受け答えをすることができる。

## コトダマ君
声 - くまいもとこ
コトダマ君（コトダマくん）は、「コトダマ君」（1999年3月12日放送、映像ソフト未収録）に登場する。
言葉に魂を与える人形。この人形のそばで「――をする」と言うと、人形が口から緑色のゼリーのようなものを出し、それが言葉を発した者の口に入り込む。すると、体が勝手に動いて約束を実行する。

## ことわざゲーム
ことわざゲームは、「ことわざゲーム」（2000年2月4日放送、映像ソフト未収録）に登場する。
未来の国で子どもたちがことわざを学ぶためにと作られた携帯ゲーム機。ボタンを押すとモニターにランダムでことわざが表示され、それを体験することができる。実際に体験することで、体でことわざを学ぶことができるという道具。

## コノユビトマレ
コノユビトマレは、「コノユビトマレ」（2003年2月28日放送、映像ソフト未収録）に登場する。
これを持って「――するものこの指とまれ」というと、ダイヤルで決めた量の分だけ人が集まる。

## コピー空間取り込みバケツ
コピー空間取り込みバケツ（コピーくうかんとりこみバケツ）は、「海を切りとろう」（2003年7月25日放送、映像ソフト未収録）に登場する。
#空間切り取りバサミで作成したコピー空間を吸い込むためのバケツ。ふたの上の中央にボタンが1つ付いており、また電子ポットの給湯口のようなものが付いている。作成したコピー空間に給湯口を近づけると、そのコピー空間を吸い込む。バケツを持ち運ぶことで、任意の場所にコピー空間を設置することができる。ふたの上にあるボタンを押すと、設置したコピー空間は消滅して元の場所へ戻る。

## コピーミラー
コピーミラーは、「二次元収納カメラ」（1998年6月26日放送、映像ソフト未収録）に登場する。
入りこみ鏡に似た外観の鏡。鏡に映したものを鏡の中から取り出すことで、物体の複製（コピー）をすることができる。使用効果はフエルミラーと同一。
これは「二次元収納カメラ」というエピソードで初めて登場した道具だが、作中でのび太は「コピーミラーで増やせばいいんじゃない?」と、まるで以前から知っているかのような口ぶりだった。

## ゴム・カム・カンデー
ゴム・カム・カンデーは、「ゴム・カム・カンデー」（2004年4月2日放送、レンタル専用VHS『ドラえもん テレビ版スペシャル特大号 夏の巻6』に収録）に登場する。
筒状の箱に入った、羽付きのハート型のガム。ゴミをポイ捨てした人にこのガム食べさせると、ポイ捨てしたゴミに意志が宿り、ゴミがしかるべき場所に捨てられるまでその人にまとわりつく。ガムはとても美味しいらしい。
作中では、ゴミを宇宙に飛ばして金儲けしている悪の組織を懲らしめる為に使用した際、指示を出したボス、ボスと手を組んでいた警察にも効果があった。
この道具は番組が行ったアイディア募集企画「ひみつ道具大募集」において、大賞を獲得した視聴者からのアイディアが基となっている。

## 御用セット
御用セットは、「ジュラ紀でドラミが大ピンチ」（1998年4月3日放送、DVD『ドラえもんコレクションスペシャル特大号 春の4』に収録）に登場する。
十手、縄、そして側面に「御用」とかかれた提灯のセット。提灯と十手を両手に持ち、十手で相手を指し示すと、縄が動いて相手の体を縛る。

## （最新型）転ばぬ先の杖でらっくす
声 - 茶風林
（最新型）転ばぬ先の杖でらっくす（（さいしんがた）ころばぬさきのつえでらっくす）は、「ころばぬ先の杖」（2003年11月7日放送、映像ソフト未収録）に登場する。
その名のことわざ通り、この先に起こる出来事（おもに災難など）を、特殊なコンピューターでいち早く察知・分析し、それを警告して持ち主を危機的状況から安全へと導くための道具であるが、まだ開発されたばかりで、テスト期間中（もしくは特許出願中）のため、まだ正式な商品化がなされていない新製品であった。旧型に関しては不詳だが、本項の製品は、自動制御コンピューターが内蔵されているため、常に言葉を話すことができる。のちに欠陥製品であったことが判明し、22世紀が直ちにこの杖が出回った各時代へ回収を行う事態にまで発展した。最期はのび太を巻き込んで自滅した。
道具名の表記は公式サイトの「ひみつ道具かたろぐ」より。

## コワッペン
コワッペンは、「コワッペン」（2003年4月4日放送、レンタル専用VHS『21世紀テレビ文庫 テレビ版ドラえもん』第31巻に収録）に登場する。
円形のワッペン。これに専用ペンで物の名前を書いて人に貼ると、その人はその物が怖くてたまらなくなる。服に貼った場合は、服を脱げば当然ながら効果が消える。
コワッペン専用ペン
「コワッペン」（2003年4月4日放送、レンタル専用VHS『21世紀テレビ文庫 テレビ版ドラえもん』第31巻に収録）に登場する。
見た目は普通のマーカーでコワッペンとセットで使用する。劇中のセリフからコワッペンはこのペンで書かないと効果がでない。また「コワッペン専用ペン」という名は仮名で劇中では「専用ペン」としか言われていない。